# Krogsereds församling
Krogsereds församling var en församling i Varbergs och Falkenbergs kontrakt i Göteborgs stift. Församlingen låg i Falkenbergs kommun i Hallands län  och ingick i Falkenbergs pastorat. 1 januari 2023 uppgick församlingen i Gunnarps församling.

## Administrativ historik
Församlingen har medeltida ursprung.
Församlingen var till 1962 annexförsamling i pastoratet Drängsered och Krogsered. Från 1962 var den annexförsamling i pastoratet Gunnarp, Gällared och Krogsered. Församlingen ingår sedan 2017 i Falkenbergs pastorat. 1 januari 2023 uppgick församlingen i Gunnarps församling. 

## Kyrkor
- Krogsereds kyrka